# Lista de brasileiros naturalizados

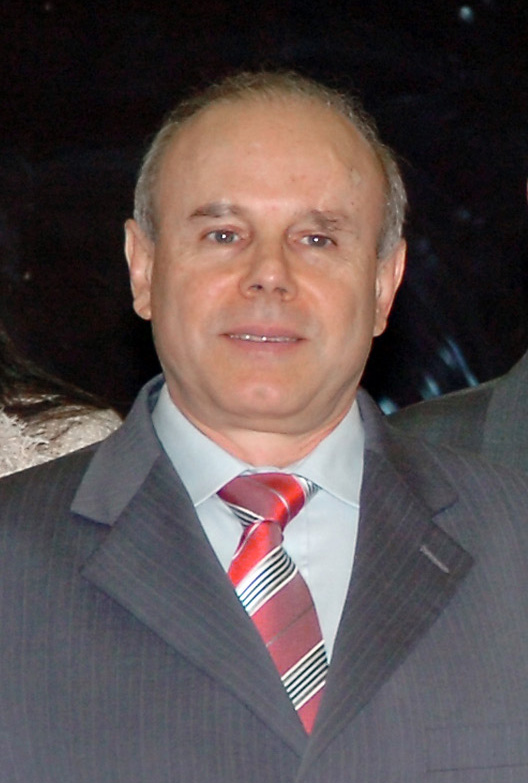
Guido Mantega, economista e político nascido em Gênova, na Itália.

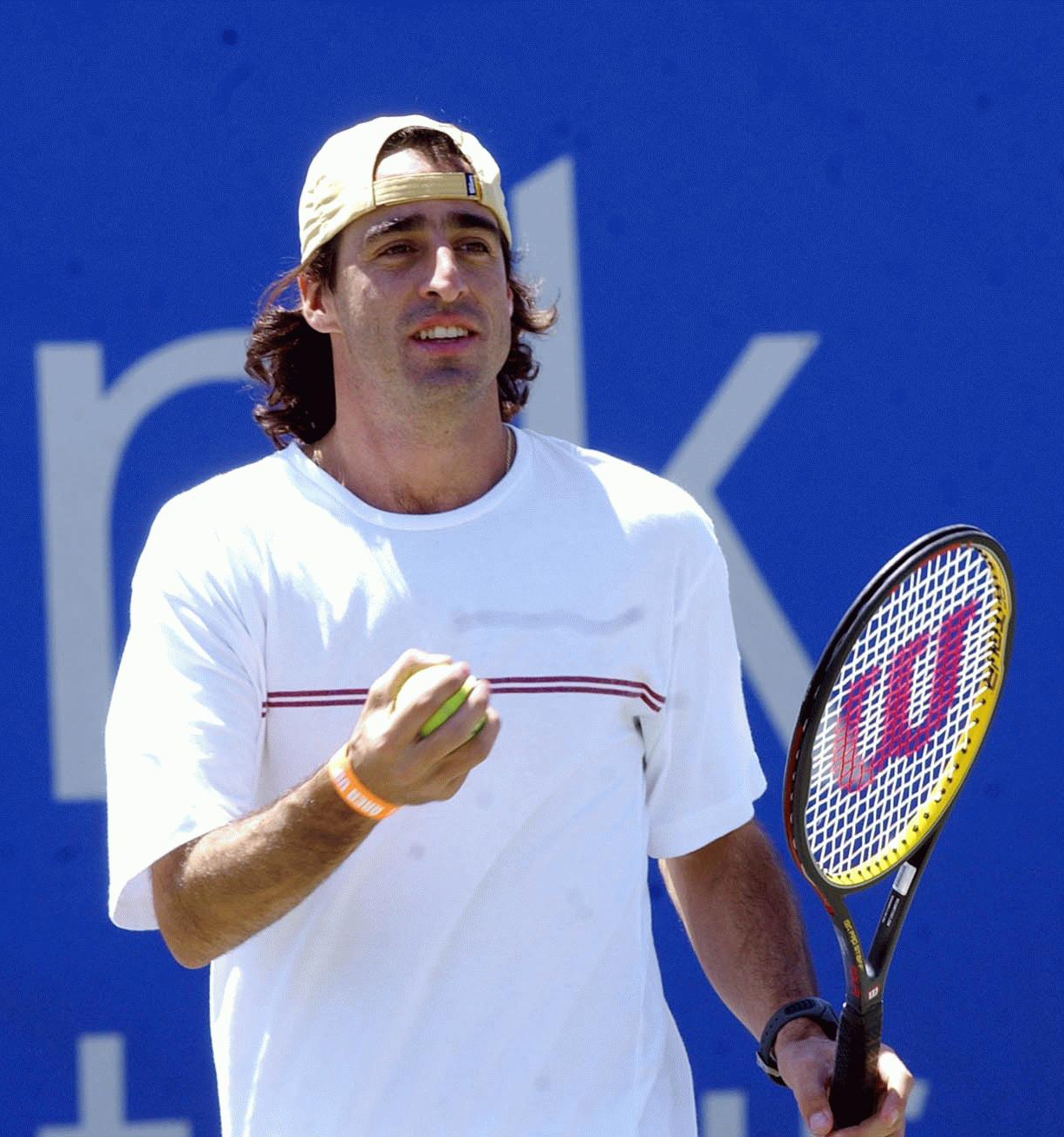
Fernando Meligeni, tenista nascido em Buenos Aires.

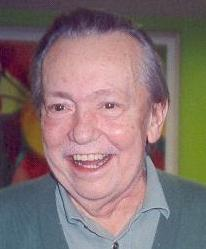
Gianfrancesco Guarnieri, ator nascido em Milão.

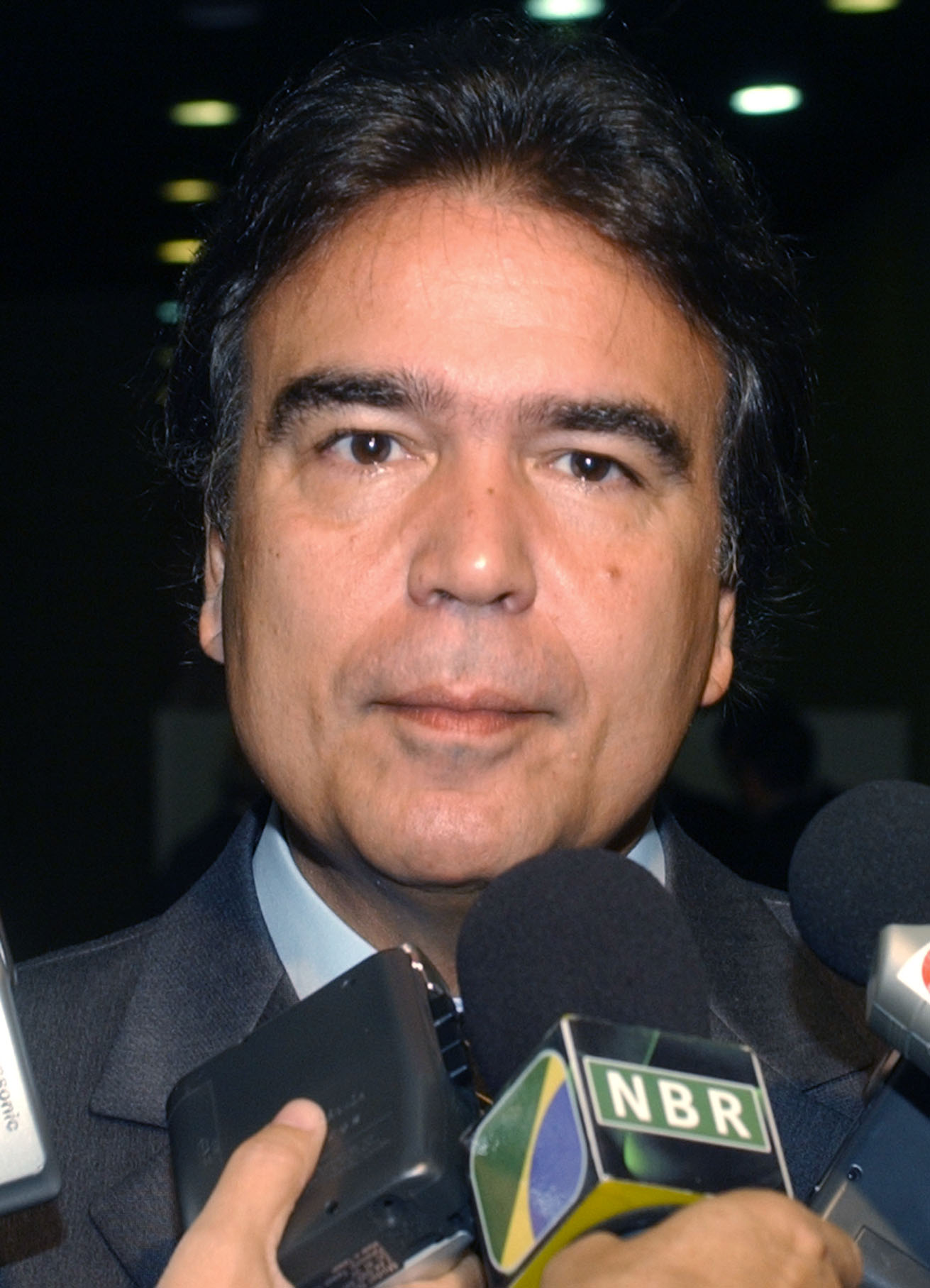
José Gomes Temporão, médico e político nascido em Portugal.

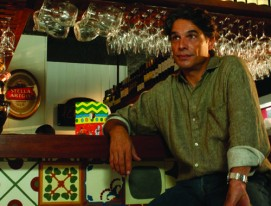
Olivier Anquier, chef de cozinha e apresentador de televisão nascido na França.

A lista de brasileiros naturalizados lista os cidadãos que se tornaram brasileiros por efeito de naturalização.
| Nome                              | Local de nascimento                    | Profissão                                          | Ref                 |
| --------------------------------- | -------------------------------------- | -------------------------------------------------- | ------------------- |
| Abraham Koogan                    | Império Russo (Bessarábia)             | editor                                             |                     |
| Abramo Hefez                      | Egito (Almançora)                      | matemático e professor                             |                     |
| Adam Ditrik von Bülow             | Dinamarca (Sorø)                       | industrial cervejeiro                              |                     |
| Adolfo Aizen                      | Império Russo (Ekaterinoslav, Ucrânia) | editor e jornalista                                |                     |
| Adolpho Bloch                     | Império Russo (Jitomir, Ucrânia)       | jornalista e empresário                            | [ 2 ] [ 3 ]         |
| Adolpho Ducke                     | Áustria (Trieste)                      | botânico e etnólogo                                |                     |
| Adolph Hempel                     | Estados Unidos (Canton)                | entomologista                                      |                     |
| Adolpho Milman                    | Império Russo (Império Russo)          | futebolista                                        |                     |
| Adriana Prieto                    | Argentina (Buenos Aires)               | atriz                                              |                     |
| Ala Szerman                       | União Soviética (Magnitogorsk)         | empresária e educadora física                      |                     |
| Alfonso Mabilde                   | Bélgica (Gante)                        | engenheiro e antropólogo                           |                     |
| Alfredo Volpi                     | Itália (Lucca)                         | pintor                                             |                     |
| Alberto Kuhlmann                  | Alemanha (Bremerhaven)                 | engenheiro                                         |                     |
| Alberto Salvá                     | Espanha (Barcelona)                    | cineasta                                           |                     |
| Aldo Floris                       | Itália (Serramanna)                    | banqueiro e empresário                             |                     |
| Aleixo Belov                      | Ucrânia (Merefa)                       | velejador engenheiro e escritor                    |                     |
| Alexis Mestre                     | Cuba (Santa Clara)                     | remador                                            |                     |
| Aleksander Henryk Laks            | Polónia (Łódź)                         | escritor                                           |                     |
| Alexandru Segal                   | Roménia (Bucareste)                    | economista e enxadrista                            |                     |
| Alexandre Kafka                   | Áustria-Hungria (Praga)                | economista                                         |                     |
| Alexandre Schaffman               | Rússia (Sebastopol)                    | violinista e maestro                               |                     |
| Alexia Deschamps                  | Argentina (Buenos Aires)               | atriz                                              |                     |
| Alex Kamianecky                   | Alemanha (Hannover)                    | futebolista e empresário                           |                     |
| Alexandros Evremidis              | Grécia (Mavrodendri)                   | escritor e crítico de arte                         |                     |
| Alexandru Segal                   | Roménia (Bucareste)                    | economista e enxadrista                            |                     |
| Ana Bertha Roskamp                | Alemanha (Reino da Saxônia)            | empresária                                         |                     |
| Ana Maria Poppovic                | Argentina                              | psicóloga e educadora                              |                     |
| Anatol Rosenfeld                  | Alemanha (Berlim)                      | crítico e teatrólogo                               |                     |
| André Puccinelli                  | Itália (Viareggio)                     | político e médico                                  |                     |
| Andrejus Korolkovas               | Lituânia (Šiauliai)                    | farmacêutico e jornalista                          |                     |
| Andrés D'Alessandro               | Argentina (Buenos Aires)               | futebolista                                        | [ 4 ]               |
| Anita Dolly Panek                 | Polónia (Carcóvia)                     | bioquímica                                         |                     |
| Anthony Steffen                   | Itália (Roma)                          | ator                                               |                     |
| Antônio Lehmkuhl                  | Alemanha (Metelen)                     | comerciante e político                             |                     |
| Anna Maria Maiolino               | Itália (Scalea)                        | artista plástica                                   |                     |
| Antonio Ronna                     | Itália (Parma)                         | veterinário e jornalista                           |                     |
| Antonio Salvador Sucar            | Argentina (Lules)                      | jogador de basquete                                |                     |
| Antonio Sergi                     | Itália                                 | maestro e médico                                   |                     |
| António Vieira dos Santos         | Portugal (Porto)                       | historiador e político                             |                     |
| Antônio Zerrenner                 | Império Alemão (Lübeck)                | industrial e cervejeiro                            |                     |
| Aquiles Priester                  | África do Sul (Otjo)                   | baterista                                          |                     |
| Arie Yaari                        | Polónia (Katowice)                     | escritor                                           |                     |
| Ariel Palacios                    | Argentina (Buenos Aires)               | jornalista                                         |                     |
| Aristides Germani                 | Itália (Corte de' Frati)               | moleiro e político                                 |                     |
| Arthur Thiré                      | França (Caen)                          | professor e engenheiro                             |                     |
| Ascânio MMM                       | Portugal (Fão)                         | escultor                                           |                     |
| Augusto Emílio Zaluar             | Portugal (Lisboa)                      | escritor e jornalista                              |                     |
| Augusto Leverger                  | França (Saint-Malo)                    | escritor, historiador e geógrafo                   |                     |
| Beatriz Bissio                    | Uruguai (Montevidéu)                   | jornalista e historiadora                          |                     |
| Belkis Valdman                    | Turquia                                | engenheira química e professora                    |                     |
| Ben Abraham                       | Polónia (Łódź)                         | escritor e historiador                             |                     |
| Benjamin Abrahão Botto            | Líbano (Zahlé)                         | fotógrafo                                          |                     |
| Berta Loran                       | Polónia (Varsóvia)                     | atriz e comediante                                 |                     |
| Bertha Worms                      | França (Uckange)                       | pintora e professora                               |                     |
| Boris Schnaiderman                | Ucrânia (Uman)                         | tradutor e militar                                 |                     |
| Breitner                          | Venezuela (Barcelona)                  | futebolista                                        |                     |
| Bukassa Kabengele                 | Bélgica                                | ator e cantor                                      |                     |
| Camilla Belle                     | Estados Unidos (Los Angeles)           | atriz                                              |                     |
| Carlo Mossy                       | Israel (Tel Aviv)                      | ator produtor e roteirista                         |                     |
| Carlos Amastha                    | Colômbia (Barranquilla)                | político e empresário                              |                     |
| Carlos Esteban Frontini           | Argentina (Buenos Aires)               | futebolista                                        |                     |
| Carlos Moskovics                  | Hungria (Budapeste)                    | fotógrafo                                          |                     |
| Carmen Miranda                    | Portugal (Marco de Canaveses)          | cantora, atriz e dançarina                         | [ 6 ]               |
| Carybé (Hector Bernabó)           | Argentina (Lanús)                      | pintor, escultor e ilustrador                      | [ 7 ] [ 8 ]         |
| Cecilia Guida                     | Argentina (Mendoza)                    | violinista                                         |                     |
| César Ades                        | Egito (Cairo)                          | psicólogo e pesquisador                            |                     |
| Chen Kong Fang                    | China (Tung Cheng)                     | artista plástico                                   |                     |
| Chu Ming Silveira                 | China (Xangai)                         | designer e arquiteta                               |                     |
| Clarice Lispector                 | Ucrânia (Chechelnyk)                   | escritora                                          | [ 9 ] [ 10 ] [ 11 ] |
| Claude Troisgros                  | França (Roanne)                        | chef e apresentador de televisão                   |                     |
| Claudia Andujar                   | Suíça (Neuchâtel)                      | fotógrafa e intérprete                             |                     |
| Charles Paraventi                 | Estados Unidos (Nova Iorque)           | ator e diretor                                     |                     |
| Chiaki Ishii                      | Japão (Ashikaga)                       | judoca                                             |                     |
| Cris Nicolotti                    | Itália (Turim)                         | atriz, cantora e apresentadora de televisão        |                     |
| Cris Poli                         | Argentina (Buenos Aires)               | pedagoga, apresentadora e Atriz                    |                     |
| Cristina Pîrv                     | Roménia (Turda)                        | voleibolista e empresária                          |                     |
| Christine Yufon                   | China (Pequim)                         | empresária e modelo                                |                     |
| Conrado Wessel                    | Argentina (Buenos Aires)               | pesquisador e empresário                           |                     |
| Curt Johannpeter                  | Alemanha (Bielefeld)                   | empresário e industrial                            |                     |
| Curt Nimuendajú                   | Alemanha (Jena)                        | etnólogo                                           |                     |
| Daniel Más                        | Espanha (Valência)                     | novelista e jornalista                             |                     |
| Dante Ramon Ledesma               | Argentina (Río Cuatro)                 | sociólogo e músico                                 |                     |
| David Fleischer                   | Estados Unidos                         | cientista político                                 |                     |
| David Koop                        | Rússia (Orlov)                         | pastor e empreendedor                              |                     |
| David Quinlan                     | Reino Unido (Belfast)                  | pastor e cantor                                    |                     |
| Domingo Alzugaray                 | Argentina (Victoria, Entre Ríos)       | ator e empresário                                  |                     |
| Dorothy Stang                     | Estados Unidos (Dayton)                | missionária católica                               | [ 12 ] [ 13 ]       |
| Dimitri Sensaud de Lavaud         | Espanha (Valladolid)                   | engenheiro e aviador                               |                     |
| Edgar Booth                       | Alemanha (Hamburgo)                    | futebolista                                        |                     |
| Edmond Safra                      | Líbano (Beirute)                       | banqueiro                                          |                     |
| Eduard Soghomonyan                | Armênia (Erevã)                        | lutador                                            |                     |
| Eduardo Dougherty                 | Estados Unidos (New Orleans)           | padre                                              |                     |
| Elio Gaspari                      | Itália (Nápoles)                       | jornalista e escritor                              |                     |
| Elias Davidovitch                 | Rússia                                 | médico e tradutor                                  |                     |
| Elisa Lispector                   | Ucrânia (Savran)                       | escritora                                          |                     |
| Elke Maravilha                    | Alemanha (Leutkirch)                   | artista e modelo                                   |                     |
| Emeric Marcier                    | Roménia (Cluj)                         | muralista                                          |                     |
| Emílio Mallet                     | França (Dunquerque)                    | militar                                            |                     |
| Erna Y                            | Macedônia do Norte (Escópia)           | pintora e escultora                                |                     |
| Érick Jacquin                     | França(Dun-sur-Auron)                  | chef e apresentador                                |                     |
| Ernest H. Coggin                  | Inglaterra                             | futebolista                                        |                     |
| Ernst Widmer                      | Suíça (Aarau)                          | compositor e regente                               |                     |
| Ernesto Igel                      | Áustria (Viena)                        | empresário                                         |                     |
| Esther Leão                       | Portugal (Lisboa)                      | atriz                                              |                     |
| Eugen Szenkar                     | Hungria (Budapeste)                    | regente e diretor de ópera                         |                     |
| Eugenio Kusnet                    | Ucrânia (Kherson)                      | ator e diretor                                     |                     |
| Eva Sopher                        | Alemanha (Frankfurt am Main)           | empreendedor                                       |                     |
| Eva Todor                         | Hungria (Budapeste)                    | atriz                                              |                     |
| Fábio Rolón                       | Paraguai (Horqueta)                    | cantor                                             |                     |
| Farès Maakaroun                   | Líbano (Rayak)                         | bispo                                              |                     |
| Fayga Ostrower                    | Polónia (Łódź)                         | artista plástica                                   |                     |
| Felix Fischer                     | Alemanha (Hamburgo)                    | ministro do Superior Tribunal de Justiça           |                     |
| Fernando de Barros                | Portugal                               | jornalista e cineasta                              |                     |
| Fernando Lemos                    | Portugal (Lisboa)                      | pintor e fotógrafo                                 |                     |
| Fernando Meligeni                 | Argentina (Buenos Aires)               | tenista                                            | [ 14 ] [ 15 ]       |
| Florêncio Ygartua                 | Uruguai (Montevidéu)                   | futebolista e médico                               |                     |
| Francesc Petit                    | Espanha (Barcelona)                    | publicitário e pintor                              |                     |
| Francesco Matarazzo               | Itália (Castellabate)                  | industrial                                         |                     |
| Francisco Alves de Oliveira       | Portugal (Cabeceiras de Basto)         | livreiro e editor                                  |                     |
| Francisco Stockinger              | Áustria (Traun)                        | escultor                                           |                     |
| François Cassoulet                | França (Tarbes)                        | empresário                                         |                     |
| Frans Krajcberg                   | Polónia (Kozienice)                    | escultor                                           |                     |
| Franz Heep                        | Alemanha (Fachbach)                    | arquiteto                                          |                     |
| Fred Figner                       | Tchecoslováquia (Milevsko)             | empreendedor                                       |                     |
| Frederico Bruestlein              | França (Mulhouse)                      | político e armador                                 |                     |
| Frei Damião                       | Itália (Massarosa)                     | frade                                              |                     |
| Fritz Müller                      | Alemanha (Erfurt)                      | ambientalista                                      |                     |
| Gaúcho da Fronteira               | Uruguai (Laureles)                     | músico                                             | [ 16 ]              |
| George Michel Serkeis             | Egito (Almançora)                      | cineasta, jornalista e empresário                  | [ 17 ]              |
| Georges Louis Minviele            | França (Pau)                           | empresário                                         |                     |
| Geraldo Banas                     | Alemanha                               | editor e jornalista                                |                     |
| Germán Efromovich                 | Bolívia (La Paz)                       | empresário                                         |                     |
| Gianfrancesco Guarnieri           | Itália (Milão)                         | ator                                               |                     |
| Gil de Ferran                     | França (Paris)                         | Piloto (automobilismo)                             |                     |
| Gino Bianco                       | Itália (Turim)                         | piloto de automóveis                               |                     |
| Giovanni Battista Libero Badarò   | Itália (Laigueglia)                    | jornalista e médico                                |                     |
| Giovanni Gallo                    | Itália (Turim)                         | religioso e arqueólogo                             |                     |
| Giovanni Guido Cerri              | Itália (Milão)                         | médico                                             |                     |
| Giselle Itié                      | México (Cidade do México)              | atriz                                              |                     |
| Giuliano Montini                  | Itália (Veneza)                        | pianista                                           |                     |
| Gonzalo Sorondo                   | Uruguai (Montevidéu)                   | futebolista                                        |                     |
| Gregori Warchavchik               | Ucrânia (Odessa)                       | arquiteto                                          |                     |
| Guido Mantega                     | Itália (Gênova)                        | economista e político                              |                     |
| Gustav Ritter                     | Alemanha (Hamburgo)                    | designer e arquiteto                               |                     |
| Haakon Lorentzen                  | Noruega (Oslo)                         | empresário e economista                            |                     |
| Hanna Henriette Brandt            | Alemanha (Essen)                       | gravadora e desenhista                             |                     |
| Haroldo Rahm                      | Estados Unidos (Tyler)                 | padre                                              |                     |
| Hans Donner                       | Alemanha (Wuppertal)                   | designer                                           | [ 18 ] [ 19 ]       |
| Hans-Joachim Koellreutter         | Alemanha (Freiburg)                    | compositor                                         |                     |
| Héctor Babenco                    | Argentina (Mar del Plata)              | cineasta                                           |                     |
| Heinz Neumann                     | Alemanha (Berlim)                      | Pastor, teólogo, missionário, professor e advogado |                     |
| Helmi Nasr                        | Egito                                  | tradutor e psicólogo                               |                     |
| Henning Albert Boilesen           | Dinamarca (Copenhagen)                 | executivo                                          |                     |
| Henri Burin des Roziers           | França (Paris)                         | frade e advogado                                   |                     |
| Herman Claudius van Riemsdijk     | Países Baixos (Tiel)                   | enxadrista                                         |                     |
| Herman Theodor Lundgren           | Suécia (Norrköping)                    | empresário                                         |                     |
| Heinrich Rheinboldt               | Alemanha (Karlsruhe)                   | químico e professor                                |                     |
| Henrique Charles Morize           | França (Beaune)                        | engenheiro e geógrafo                              |                     |
| Helmut Sick                       | Alemanha (Leipzig)                     | ornitólogo                                         |                     |
| Henrique Bernardelli              | Chile (Valparaíso)                     | pintor                                             |                     |
| Hermann von Ihering               | Alemanha (Kiel)                        | médico, professor e ornitólogo                     |                     |
| Higor V. Caesse                   | Rússia (Moscou)                        | escritor e filósofo                                |                     |
| Hugo Picchi                       | Itália (Porcari)                       | comerciante e agricultor                           |                     |
| Ibrahim Eris                      | Turquia (Samsun)                       | economista                                         |                     |
| Ida Gomes                         | Polónia (Kraśnik)                      | atriz e dubladora                                  |                     |
| Idel Becker                       | Argentina (Carlos Casares)             | médico e enxadrista                                |                     |
| Irma Álvarez                      | Argentina (Salliqueló)                 | atriz                                              |                     |
| Isabel Adrados                    | Espanha                                | psicóloga                                          |                     |
| Isaías Sávio                      | Uruguai (Montevidéu)                   | concertista e pedagogo                             |                     |
| Issam Fares                       | Líbano (Ebel El-Saki)                  | médico e político                                  |                     |
| Itsuo Nakashima                   | Japão                                  | ilustrador e roteirista                            |                     |
| Jacob Safra                       | Síria (Alepo)                          | banqueiro                                          |                     |
| Jacqueline Laurence               | França (Marselha)                      | atriz e diretora de cinema                         |                     |
| Jaime Montestrela                 | Portugal (Lisboa)                      | médico e ensaísta                                  |                     |
| Janos Lengyel                     | Bulgária                               | jornalista                                         |                     |
| Jean-Claude Bernardet             | Bélgica (Charleroi)                    | cineasta e escritor                                |                     |
| Jerzy Milewski                    | Polónia (Varsóvia)                     | músico                                             |                     |
| João Lupi                         | Portugal (Lisboa)                      | antropólogo, professor e medievalista              |                     |
| João Rodrigues de Almeida         | Portugal (São Pedro do Sul)            | político e padre                                   |                     |
| Johanna Döbereiner                | Alemanha (Aussig)                      | engenheira agrônoma e cientista                    |                     |
| Jonathas Abbott                   | Reino Unido (Londres)                  | médico                                             |                     |
| Jorge Faini                       | Argentina                              | violinista e arranjador                            |                     |
| Jorge Zalszupin                   | Polónia (Varsóvia)                     | designer e arquiteto                               |                     |
| José Alberto Neves Candeias       | Portugal (Vila Real)                   | médico e pesquisador                               |                     |
| José Gomes Temporão               | Portugal (Merufe)                      | médico e político                                  |                     |
| José Lourenço                     | Portugal (Pombal)                      | empresário e político                              |                     |
| José Maria de Medeiros            | Portugal (Ilha do Faial)               | pintor                                             |                     |
| José Namorado                     | Portugal (Sousel)                      | nadador\|                                          |                     |
| Joseph Safra                      | Líbano (Beirute)                       | banqueiro                                          |                     |
| José Song Sui-Wan                 | China (Shangai)                        | bispo católico                                     |                     |
| J.R. Duran                        | Espanha (Barcelona)                    | fotógrafo                                          |                     |
| Kátia Lopes                       | Colômbia (Barranquilla)                | voleibolista e treinadora                          |                     |
| Ken Kaneko                        | Japão (Yokohama)                       | ator                                               |                     |
| Konstantin Tkaczenko              | Ucrânia (Poltava)                      | roteirista e produtor                              |                     |
| Kurt Prober                       | Alemanha (Berlim)                      | numismata                                          |                     |
| Lanny Gordin                      | China (Xangai)                         | instrumentista e compositor                        |                     |
| Lars Björkström                   | Suécia (Gotemburgo)                    | velejador e iatista                                |                     |
| Larry Taylor                      | Estados Unidos (Nova Iorque)           | jogador de basquete                                |                     |
| Lasar Segall                      | Lituânia (Vilnius)                     | pintor                                             |                     |
| Law Kin Chong                     | Hong Kong (Hong Kong)                  | empresário                                         |                     |
| Lawrence Pih                      | China (Xangai)                         | empresário e filósofo                              |                     |
| Lennie Dale                       | Estados Unidos (Nova Iorque)           | coreógrafo e dançarino                             |                     |
| Leon Cakoff                       | Sacro Império Romano-Germânico (Alepo) | crítico de cinema                                  |                     |
| Leon Feffer                       | Ucrânia (Rivne)                        | empresário                                         |                     |
| Lídia Vani                        | Lituânia (Vilnius)                     | atriz                                              |                     |
| Lina Bo Bardi                     | Itália (Roma)                          | arquiteta                                          |                     |
| Lily Marinho                      | Alemanha (Colônia)                     | socialite                                          | [ 20 ]              |
| Livio Levi                        | Itália (Trieste)                       | arquiteto e designer                               |                     |
| Lola Aronovich                    | Argentina (Buenos Aires)               | pedagoga e ativista                                |                     |
| Lola Brah                         | Rússia (Kirov)                         | atriz                                              |                     |
| Louis de Loczy                    | Bulgária (Budapeste)                   | geólogo                                            |                     |
| Loureiro Neto                     | Portugal (Palmeira)                    | político e radialista                              |                     |
| Luís Antônio Burgain              | França (Le Havre)                      | escritor e dramaturgo                              |                     |
| Luís Cruls                        | Bélgica (Diest)                        | militar e geodesista                               |                     |
| Luis Gustavo                      | Suécia (Gotemburgo)                    | ator                                               |                     |
| Luís Manuel Agner                 | Alemanha (Württemberg)                 | político e militar                                 |                     |
| Luis Palacín                      | Espanha (Valhadolide)                  | historiador                                        |                     |
| Manfred Albert von Richthofen     | Alemanha (Erbach)                      | engenheiro                                         |                     |
| Manabu Mabe                       | Japão (Kumamoto)                       | Pintor, desenhista e tapeceiro                     |                     |
| Marc van Roosmalen                | Países Baixos (Tilburgo)               | primatólogo                                        |                     |
| Marie Josephine Mathilde Durocher | França (Paris)                         | parteira                                           |                     |
| Maria Bonomi                      | Itália (Meina)                         | artista plástica                                   |                     |
| Maria da Conceição Tavares        | Portugal (Anadia)                      | economista                                         |                     |
| Maria João Pires                  | Portugal (Lisboa)                      | pianista                                           | [ 21 ]              |
| Mariana Coelho                    | Portugal (Vila Real)                   | escritora e educadora                              |                     |
| Maurício Dumbo                    | Angola (Benguela)                      | advogado e paralímpico                             |                     |
| Mario José Paz                    | Argentina (Rosário)                    | advogado e ator                                    |                     |
| Maureen Bisilliat                 | Reino Unido (Englefield Green)         | fotógrafa                                          |                     |
| Manuel Gomes de Carvalho          | Portugal (São Tiago de Amorim)         | fazendeiro e militar                               |                     |
| Maurice Vaneau                    | Bélgica (Bornem)                       | coreógrafo e cenógrafo                             |                     |
| Max Brückner                      | Alemanha (Mecklengurgo)                | maestro e compositor                               |                     |
| Miguel Rolando Covian             | Argentina (Rufino)                     | neurofisiologista e pesquisador                    |                     |
| Mino Carta                        | Itália (Gênova)                        | jornalista                                         |                     |
| Miriani Griselda Pastoriza        | Argentina (Santiago del Estero)        | astrônoma                                          |                     |
| Mitsuyo Maeda                     | Japão (Hirosaki)                       | judoca                                             |                     |
| Mohamad Ali Hanzé                 | Líbano (Ain Kfarzabad)                 | político e comerciante                             |                     |
| Moise Safra                       | Líbano (Beirute)                       | banqueiro                                          |                     |
| Mónica Serra                      | Chile (Santiago)                       | psicóloga                                          |                     |
| Nicola Siri                       | Itália (Génova)                        | ator                                               |                     |
| Noel Nutels                       | Ucrânia (Anan'yevo)                    | médico e indigenista                               |                     |
| Nydia Licia                       | Itália (Trieste)                       | atriz diretora e produtora                         |                     |
| Octávio Vecchi                    | Portugal (Lisboa)                      | engenheiro agrônomo e cientista                    |                     |
| Oded Grajew                       | Israel (Tel-Aviv)                      | empresário e ativista                              |                     |
| Odette Ernest Dias                | França (Paris)                         | concertista e flautista                            |                     |
| Olivier Anquier                   | França (Montfermeil)                   | chef e apresentador de televisão                   |                     |
| Orville Derby                     | Estados Unidos (Nova Iorque)           | geólogo e geógrafo                                 |                     |
| Oscar Quiroga                     | Argentina (Buenos Aires)               | astrólogo e psicólogo                              |                     |
| Oscarito                          | Espanha (Málaga)                       | ator e humorista                                   |                     |
| Ostoja Roguski                    | Polónia                                | engenheiro                                         |                     |
| Otello Zeloni                     | Itália (Roma)                          | ator e chef                                        |                     |
| Otto Gottlieb                     | Tchecoslováquia (Brno)                 | químico e cientista                                |                     |
| Otto Maria Carpeaux               | Áustria (Viena)                        | ensaísta, crítico literário e jornalista           |                     |
| Padre Quevedo                     | Espanha (Madrid)                       | Padre católico e parapsicólogo                     |                     |
| Paola Carosella                   | Argentina (Buenos Aires)               | Chef e apresentadora de tv                         |                     |
| Paulo Rónai                       | Hungria (Budapest)                     | tradutor e crítico                                 |                     |
| Pedro Bloch                       | Ucrânia (Jitomir)                      | médico, escritor e dramaturgo                      |                     |
| Pedro Rocha                       | Uruguai (Salto)                        | futebolista e treinador de futebol                 |                     |
| Pedro Tobias                      | Líbano (Bekarzala)                     | médico e político                                  |                     |
| Percy Lau                         | Peru (Arequipa)                        | desenhista e ilustrador                            |                     |
| Peter Fry                         | Inglaterra (Leeds)                     | antropólogo e ativista                             |                     |
| Petković                          | Sérvia (Majdanpek)                     | futebolista                                        |                     |
| Pierluigi Piazzi                  | Itália (Bolonha)                       | professor neurocientista                           |                     |
| Pierre Weil                       | França (Estrasburgo)                   | educador e psicólogo                               |                     |
| Piero Gancia                      | Itália (Turim)                         | piloto automobilismo e empresário                  |                     |
| Pietro Fittipaldi                 | Estados Unidos (Miami)                 | Piloto (automobilismo)                             |                     |
| Pietro Maria Bardi                | Itália (La Spezia)                     | marchand jornalista e historiador                  |                     |
| Pietro Mário                      | Itália (Omegna)                        | ator e produtor                                    |                     |
| Pietro Stangherlin                | Itália (Vicenza)                       | pintor e escultor                                  |                     |
| Pio Buck                          | Suíça (Hochdorf)                       | jesuíta                                            |                     |
| Primo Zanotta                     | Itália                                 | goleiro                                            |                     |
| Rafael Coelho Machado             | Portugal (Praia)                       | compositor e editor                                |                     |
| Reinhard Maack                    | Alemanha (Herford)                     | geólogo e biólogo                                  |                     |
| Renata Fronzi                     | Argentina (Rosário)                    | atriz                                              |                     |
| Renée Gumiel                      | França (Saint-Claude)                  | bailarina, coreógrafa e atriz                      |                     |
| Ricardo Vélez Rodríguez           | Colômbia (Bogotá)                      | professor filósofo ministro                        |                     |
| Richard Hugh Fisk                 | Estados Unidos (Tunbrige)              | empresário                                         |                     |
| Ritchie                           | Reino Unido (Beckenham)                | cantor e compositor                                |                     |
| Robert McAlister                  | Canadá (London)                        | missionário                                        |                     |
| Roberto Mange                     | Suíça (La Tour de Peilz)               | engenheiro e professor                             |                     |
| Rodolfo Bernardelli               | México (Guadalajara)                   | escultor                                           |                     |
| Rosa Marga Rothe                  | Alemanha (Lauchhammer-West)            | pastora e ativista                                 |                     |
| Ruth Landes                       | Estados Unidos (Nova Iorque)           | etnóloga                                           |                     |
| Ruy Guerra                        | Moçambique (Lourenço Marques)          | realizador e dramaturgo                            |                     |
| Samuel Klein                      | Polónia (Zaklików)                     | empresário                                         |                     |
| Samson Flexor                     | Moldávia (Soroca)                      | pintor e professor                                 |                     |
| Sebastián Cuattrin                | Argentina (Rosário)                    | canoista                                           |                     |
| Sophie Charlotte                  | Alemanha (Hamburgo)                    | atriz e bailarina                                  |                     |
| Susumo Itimura                    | Japão                                  | político e fazendeiro                              |                     |
| Tatiana Leskova                   | França (Paris)                         | bailarina                                          |                     |
| Ted Boy Marino                    | Itália (Fuscaldo)                      | ator e luta-livre                                  |                     |
| Thomas Ernest Rittscher Júnior    | Estados Unidos (Nova Jérsia)           | surfista e empresário                              |                     |
| Thomaz Farkas                     | Hungria (Budapest)                     | fotógrafo e empresário                             |                     |
| Timothy Mulholland                | Estados Unidos (Califórnia)            | psicólogo e acadêmico                              |                     |
| Tomio Kikuchi                     | Japão (Tochigui)                       | educador                                           |                     |
| Tomie Ohtake                      | Japão (Quioto)                         | pintora                                            |                     |
| Tyroane Sandows                   | África do Sul (Joanesburgo)            | futebolista                                        |                     |
| Vahan Agopyan                     | Turquia (Istambul)                     | engenheiro civil                                   |                     |
| Valentina Bandeira                | Rússia (Cheboksary)                    | atriz                                              |                     |
| Vincenzo Mecozzi                  | Itália (Frascati)                      | pintor e professor                                 |                     |
| Vicente Matheus                   | Espanha (Toro)                         | empresário e dirigente esportivo                   |                     |
| Victor Civita                     | Estados Unidos (Nova Iorque)           | editor e empresário                                |                     |
| Victor Valla                      | Estados Unidos (Los Angeles)           | educador                                           |                     |
| Vilém Flusser                     | Tchecoslováquia (Praga)                | filósofo e jornalista                              |                     |
| Vittorio Medioli                  | Itália (Parma)                         | empresário e político                              |                     |
| Vladimir Herzog                   | Croácia (Osijek)                       | jornalista                                         |                     |
| Victor Biglione                   | Argentina (Buenos Aires)               | músico                                             |                     |
| Victor Brecheret                  | Itália (Farnese)                       | escultor                                           |                     |
| Virginia Fonseca                  | Estados Unidos (Danbury)               | influenciadora, youtuber e empresária              | [ 22 ] [ 23 ]       |
| Waldemar Szpilman                 | Polónia (Ostrowiec Świętokrzyski)      | músico e compositor                                |                     |
| Walter Smetak                     | Suíça (Zurique)                        | músico e professor                                 |                     |
| Wilhelm Giesbrecht                | Alemanha (Königsberg)                  | engenheiro                                         |                     |
| Wolfgang Sauer                    | Alemanha (Stuttgart)                   | executivo                                          |                     |
| Yolanda Mohalyi                   | Hungria (Kolozsvar)                    | pintora e desenhista                               |                     |
| Yoandy Leal                       | Cuba (Havana)                          | voleibolista                                       |                     |
| Yoshizo Machida                   | Japão (Ibaraki)                        | carateca                                           |                     |
| Ypê Nakashima                     | Japão (Oita)                           | cartunista e animador                              |                     |
| Yuji Yamada                       | Japão (Província de Hokkaido)          | político                                           |                     |
| Ziembinski                        | Polónia (Wieliczka)                    | ator e diretor                                     |                     |